# Gaál Bertalan
Gaál Bertalan, születési és 1886-ig használt nevén Grün Bertold (Kassa, 1860. szeptember 9. – Budapest, 1915. február 9.) budapesti építész.

## Élete
Grün Lipót és Magaziner Hani fiaként született. Tanulmányait a bécsi Műegyetemen végezte. 1900-tól haláláig feleségével, Schweitzer Herminával a Lipót (ma Szent István) körút 1. szám alatt laktak. Az épületet Gaál Bertalan saját maga számára tervezte, itt működtette irodáját is.
A Magyar Építőművészek Szövetségének bizottsági tagja, pénztárosa.
A Kozma utcai izraelita temetőben nyugszik.

## Épületei
Elsősorban Budapesten, magánmegrendelésre tervezett.
- 1895–1896: bérház, Budapest, Alkotmány utca 3.
- 1896: bérház, Budapest, Alkotmány utca 5.
- 1897: bérház, Budapest, Szent István körút 20.[6]
- 1899: bérház, Budapest, Szent István körút 1.[4][7]
- 1898: bérház, Budapest, Szent István körút 13–15. (Haggenmacher Henrik bérháza)[8][9][10]
- 1904: Erzsébet gyermektelep, Balatonlelle[11]
- 1906: Havas Antal bérháza, Budapest, Váci utca 18.[12]
- 1908: Royal Orfeum (ma: Madách Színház), Budapest, Erzsébet körút 31.[13][14]
- 1909–1910: bérház, Budapest, Szondi utca 93.[15]
- 1911: Néppalota az akkori Tisza Kálmán térre, Budapest (pályázat, megvételt nyert)[16]
- 1912: Vértes Hugó lakóvillája, Budapest, Ilka utca 61. (volt István utca 2896. hrsz.) [17]
- 1913: Fővárosi Serfőző Rt. gyártelepe, Budapest, Maglódi út 47.[18]
- 1915: villaépület, Budapest, Nagy János út (ma Benczúr utca) 34.[19]
- ?: Seemann Ignác bérháza, Budapest, Király utca 112.

## Képtár

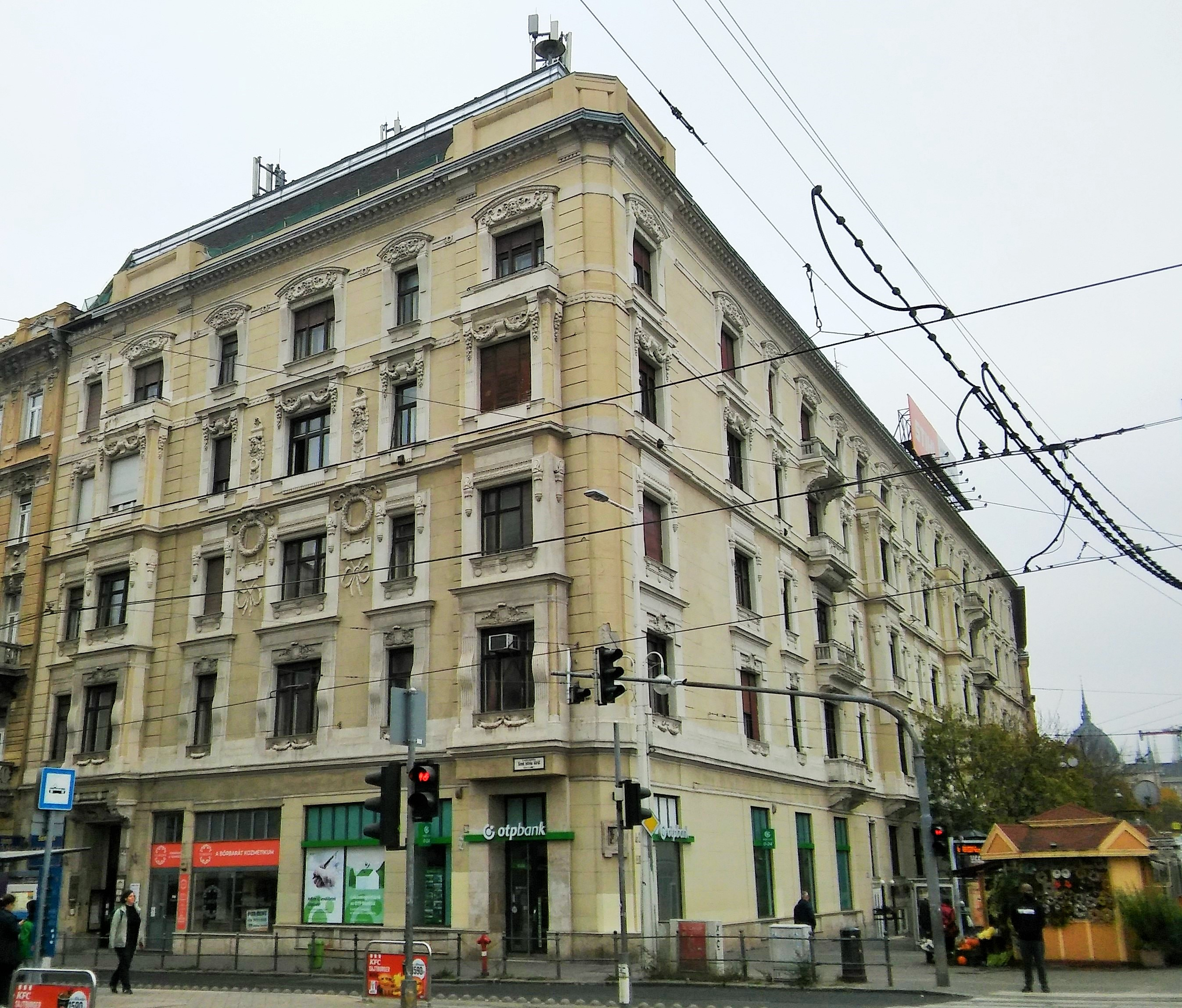
Szent István körút 1.
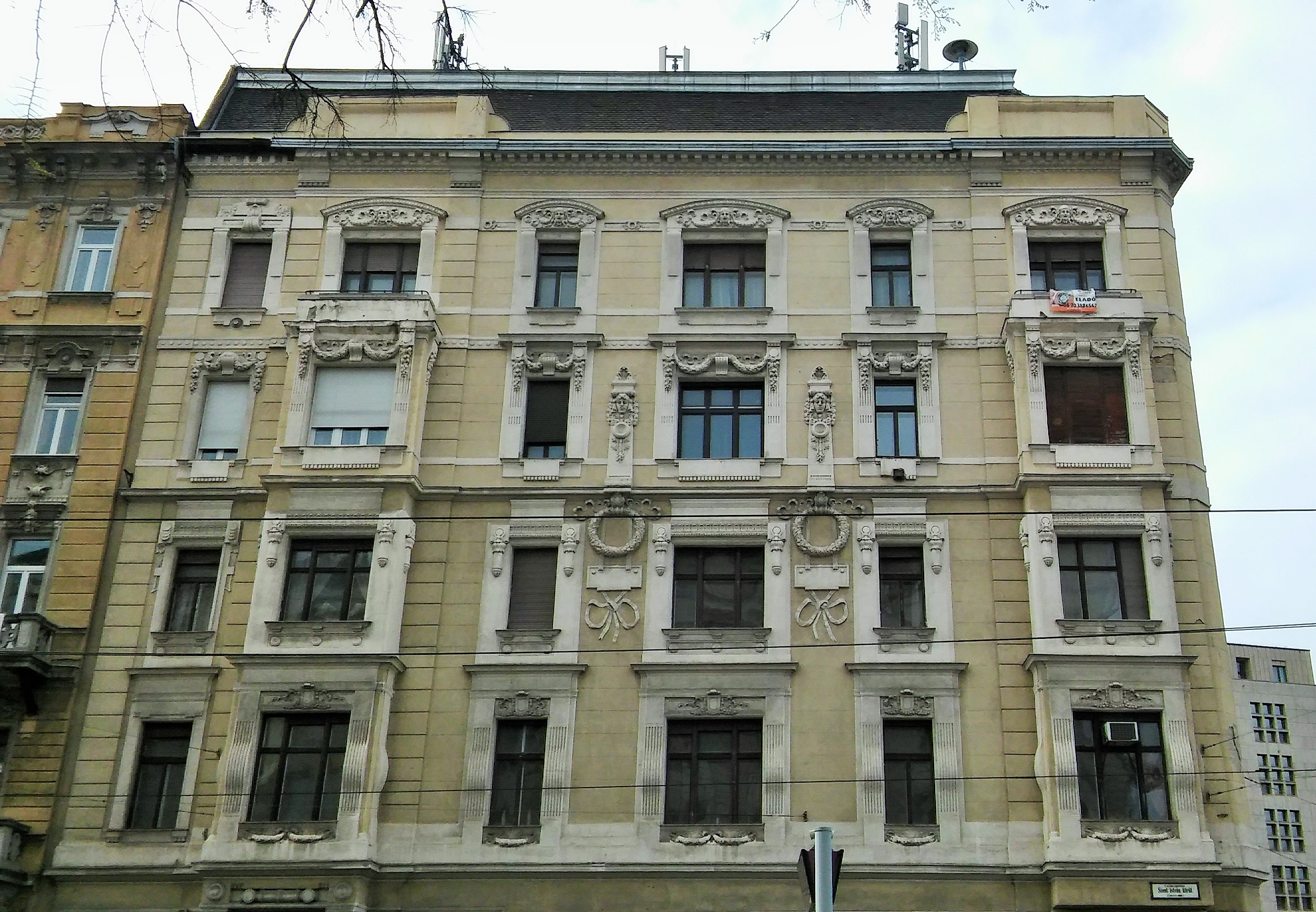
Szent István körút 1.
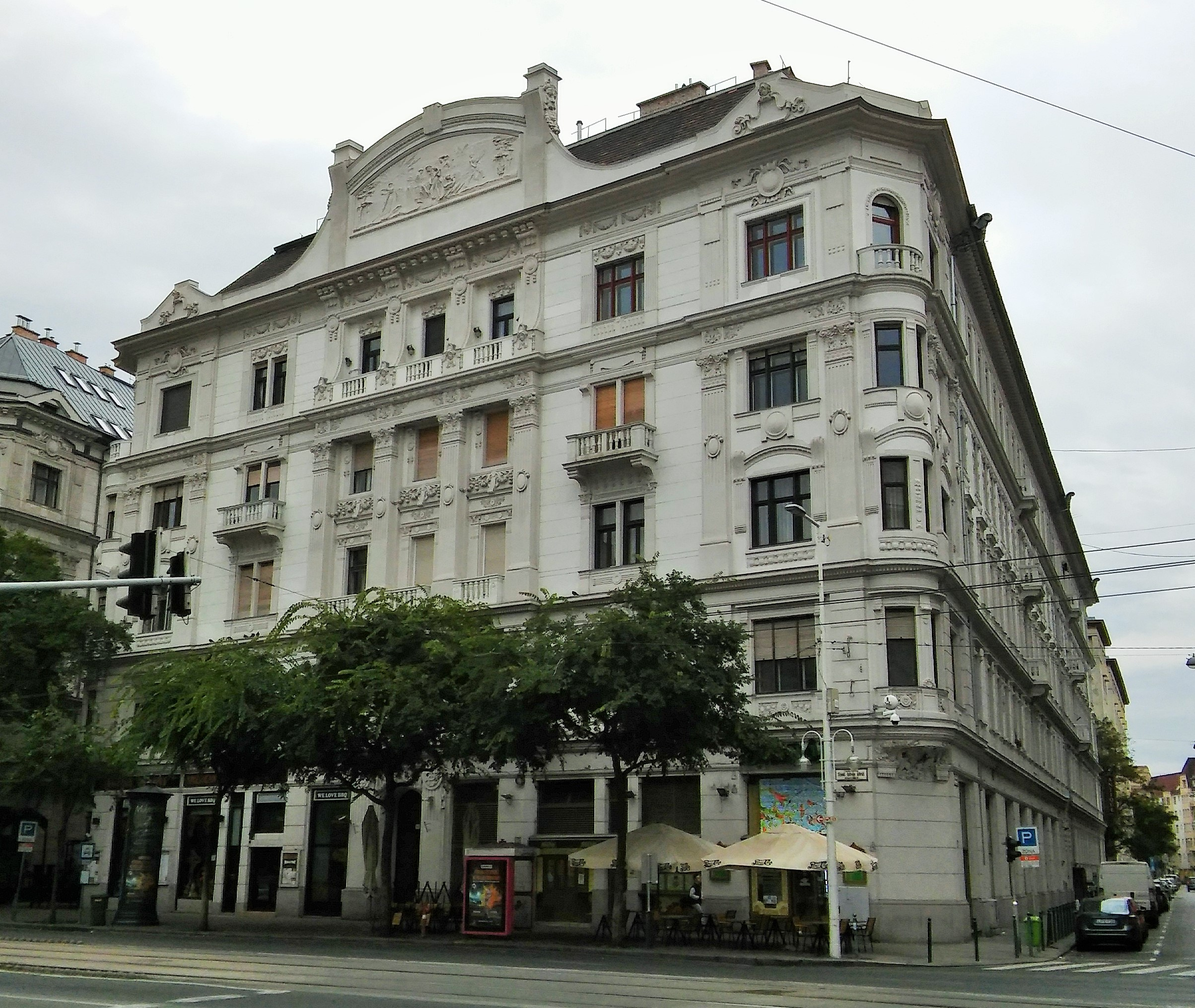
Szent István körút 13.
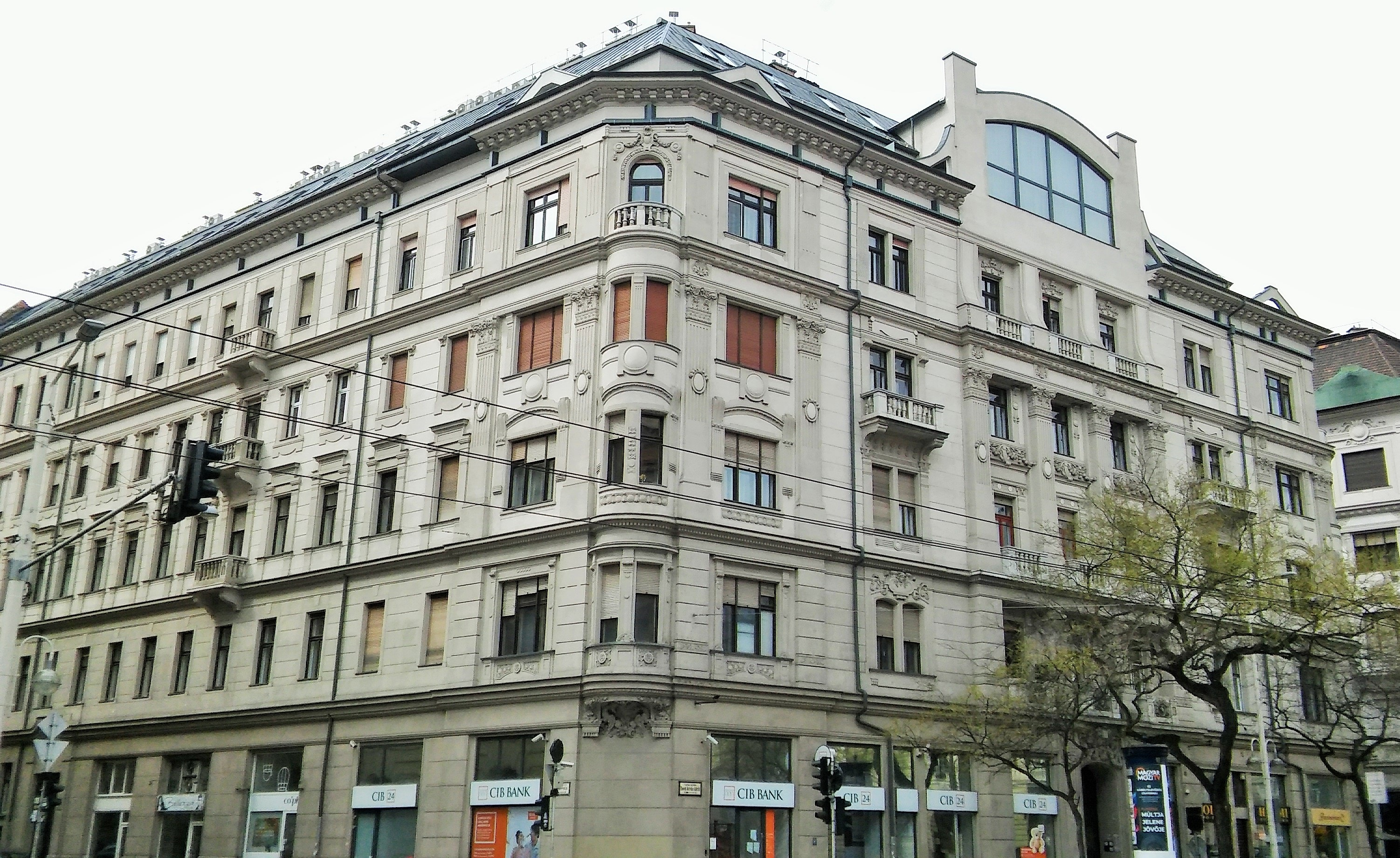
Szent István körút 15.
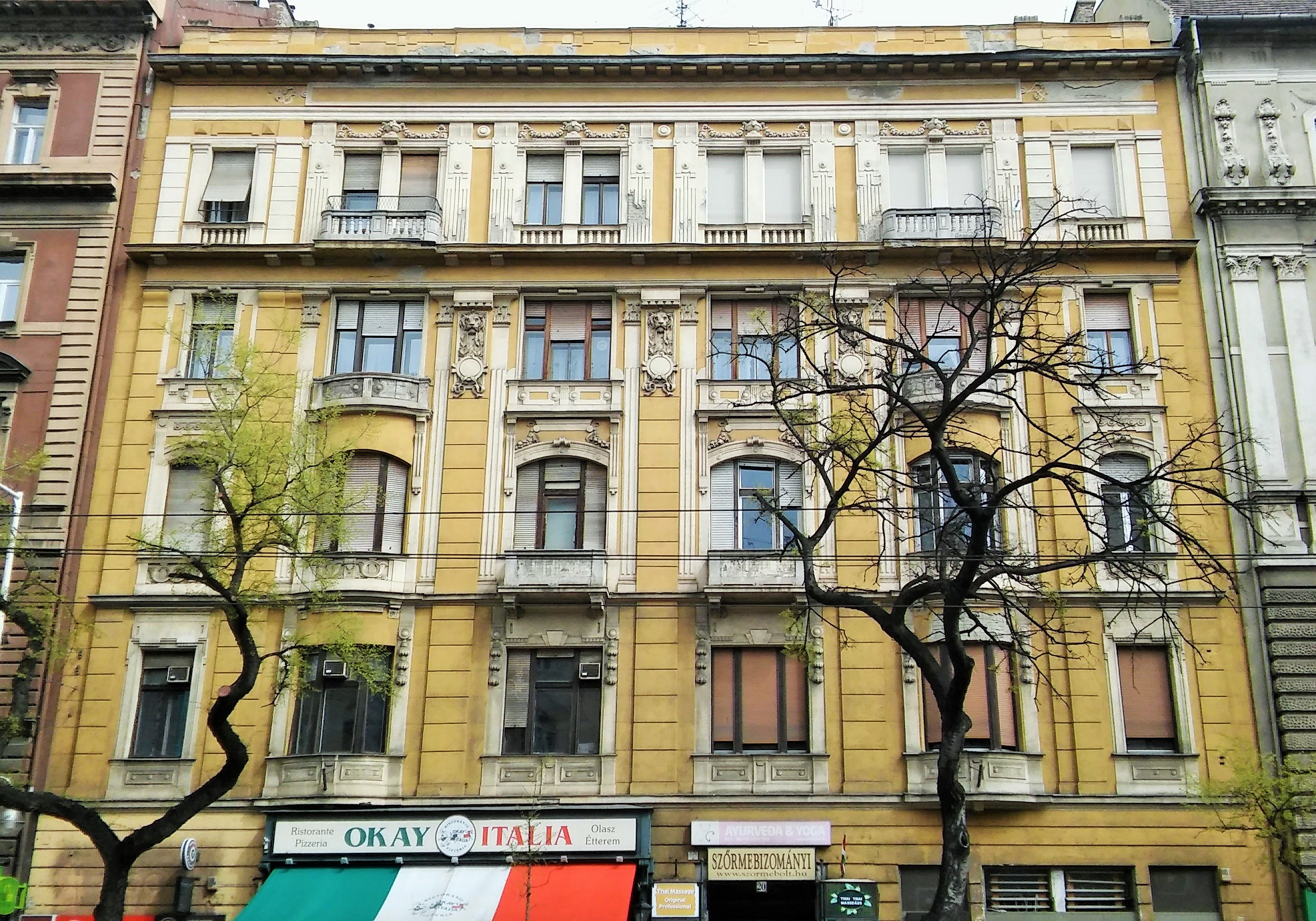
Szent István körút 20.
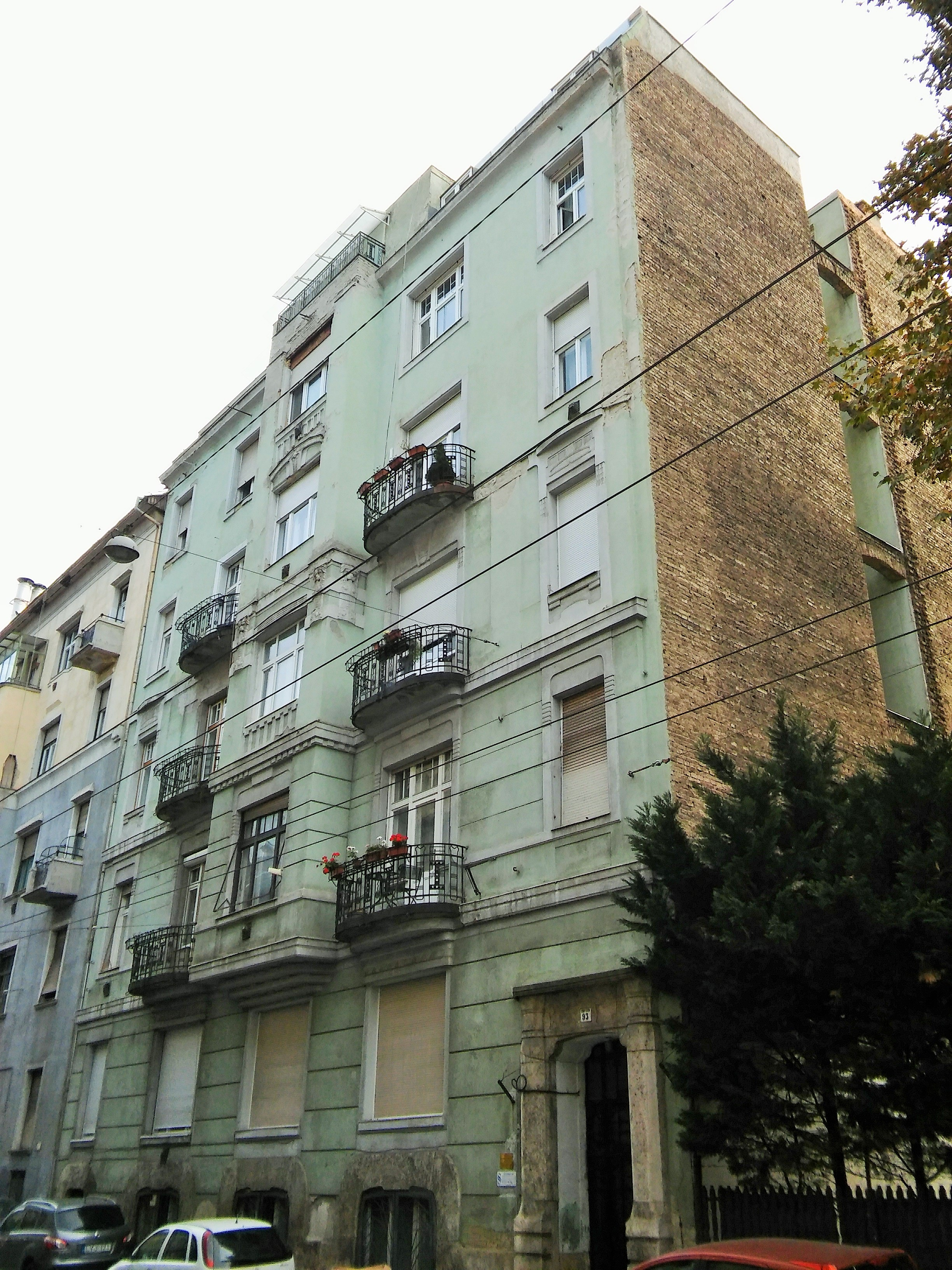
Szondi u. 93.
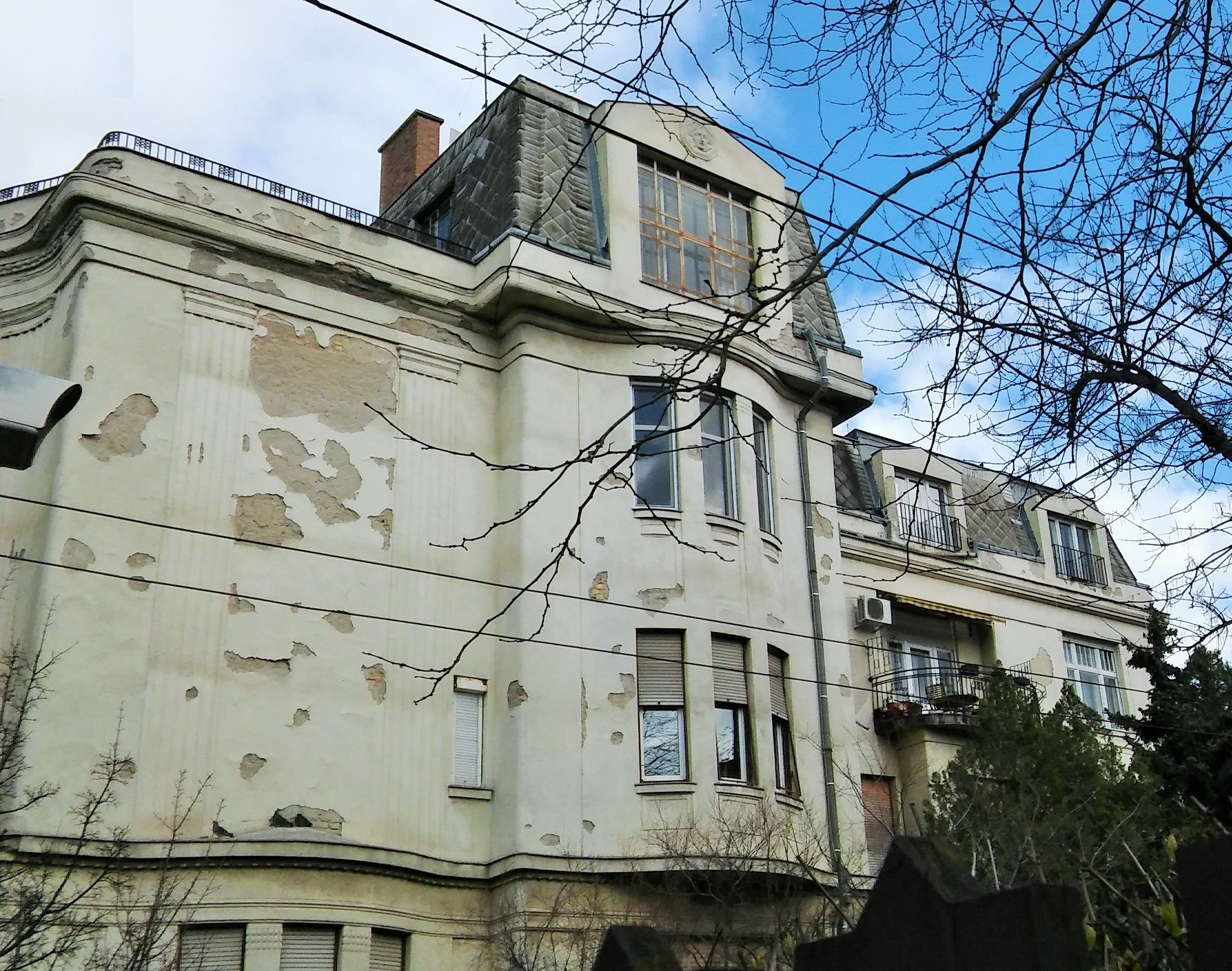
Ilka utca 61.